# Osteocalcin
Osteocalcin, còn được gọi là protein xương chứa-axit gamma-carboxyglutamic (BGLAP), là một hormone protein không collagen được tìm thấy trong xương và ngà răng. Bởi vì nó có miền gla, việc tổng hợp của nó là phụ thuộc vào vitamin K. Ở người, osteocalcin được mã hóa bởi gen BGLAP.  Thụ thể của nó là GPRC6A.

## Chức năng
Osteocalcin chỉ được tiết ra bởi nguyên bào xương và đóng một vai trò trong điều hòa trao đổi chất của cơ thể và giúp hình thành xương, theo tự nhiên. Osteocalcin cũng liên quan đến quá trình khoáng hóa xương và cân bằng nội môi của ion calci. Osteocalcin hoạt động như một hormone trong cơ thể, kích thích các tế bào beta trong tuyến tụy tiết ra nhiều insulin hơn, đồng thời huy động các tế bào mỡ giải phóng hocmone adiponectin, làm tăng độ nhạy cảm với insulin.
Osteocalcin hoạt động trên các tế bào Leydig của tinh hoàn để kích thích sinh tổng hợp testosterone và do đó ảnh hưởng đến khả năng sinh sản của nam giới.
Osteocalcin cũng hoạt động trên tế bào cơ để tăng lượng năng lượng sẵn có và tận dụng chúng, nhờ đó giúp cải thiện khả năng tập thể dục.

## Sử dụng như một dấu chuẩn sinh hóa cho hình thành xương
Vì osteocalcin chỉ được sản xuất bởi nguyên bào xương, nó thường được sử dụng như một dấu chuẩn cho quá trình hình thành xương. Người ta đã quan sát thấy rằng nồng độ osteocalcin trong huyết thanh cao hơn có tương quan với tăng mật độ khoáng xương (BMD) khi điều trị với các loại thuốc trị loãng xương, chẳng hạn như Teriparatide. Trong nhiều nghiên cứu, osteocalcin được sử dụng như một dấu chuẩn sinh học sơ bộ để xác định hiệu quả của một loại thuốc nhất định trong quá trình hình thành xương. Ví dụ, một nghiên cứu nhằm nghiên cứu hiệu quả của một glycoprotein được gọi là lactoferrin trong sự hình thành xương đã sử dụng osteocalcin như một thước đo cho hoạt động của nguyên bào xương.